# Betaald Voetbal De Graafschap 2014-2015
Questa voce raccoglie le informazioni riguardanti lo  Betaald Voetbal De Graafschap nelle competizioni ufficiali della stagione 2014-2015.

## Rosa
| N. |                        | Ruolo | Calciatore        |
| -- | ---------------------- | ----- | ----------------- |
| 1  | Paesi Bassi (bandiera) | P     | Hidde Jurjus      |
| 2  | Paesi Bassi (bandiera) | D     | Caner Cavlan      |
| 3  | Paesi Bassi (bandiera) | D     | Robin Pröpper     |
| 4  | Paesi Bassi (bandiera) | D     | Ted van de Pavert |
| 5  | Paesi Bassi (bandiera) | D     | Milan Massop      |
| 6  | Paesi Bassi (bandiera) | C     | Edwin Linssen     |
| 7  | Paesi Bassi (bandiera) | C     | Vlatko Lazić      |
| 8  | Belgio (bandiera)      | C     | Karim Tarfi       |
| 9  | Paesi Bassi (bandiera) | A     | Vincent Vermeij   |
| 10 | Paesi Bassi (bandiera) | C     | Dean Koolhof      |
| 11 | Paesi Bassi (bandiera) | A     | Jerry van Ewijk   |
| 12 | Paesi Bassi (bandiera) | D     | Lars van Roon     |
| 14 | Paesi Bassi (bandiera) | C     | Santy Hulst       |

| N. |                        | Ruolo | Calciatore            |
| -- | ---------------------- | ----- | --------------------- |
| 15 | Paesi Bassi (bandiera) | C     | Soufian Echcharaf     |
| 16 | Paesi Bassi (bandiera) | P     | Jasper Heusinkveld    |
| 17 | Paesi Bassi (bandiera) | C     | Kars Vierwind         |
| 18 | Brasile (bandiera)     | C     | Caio Eltink           |
| 19 | Paesi Bassi (bandiera) | D     | Nathaniël Will        |
| 20 | Belgio (bandiera)      | C     | Jordan García-Calvete |
| 22 | Paesi Bassi (bandiera) | P     | Jordy van de Kracht   |
| 23 | Ungheria (bandiera)    | A     | Kristopher Vida       |
| 24 | Paesi Bassi (bandiera) | D     | Jan Lammers           |
| 26 | Paesi Bassi (bandiera) | A     | Tim Janssen           |
| 34 | Paesi Bassi (bandiera) | C     | Tigran Gazarjan       |
|    | Paesi Bassi (bandiera) | C     | Lion Kaak             |
|    | Belgio (bandiera)      | A     | Nathan Kabasele       |